# Lebanjaya
Lebanjaya is een bestuurslaag in het regentschap Musi Rawas van de provincie Zuid-Sumatra, Indonesië. Lebanjaya telt 3347 inwoners (volkstelling 2010).